# Ghețarul Minnesota

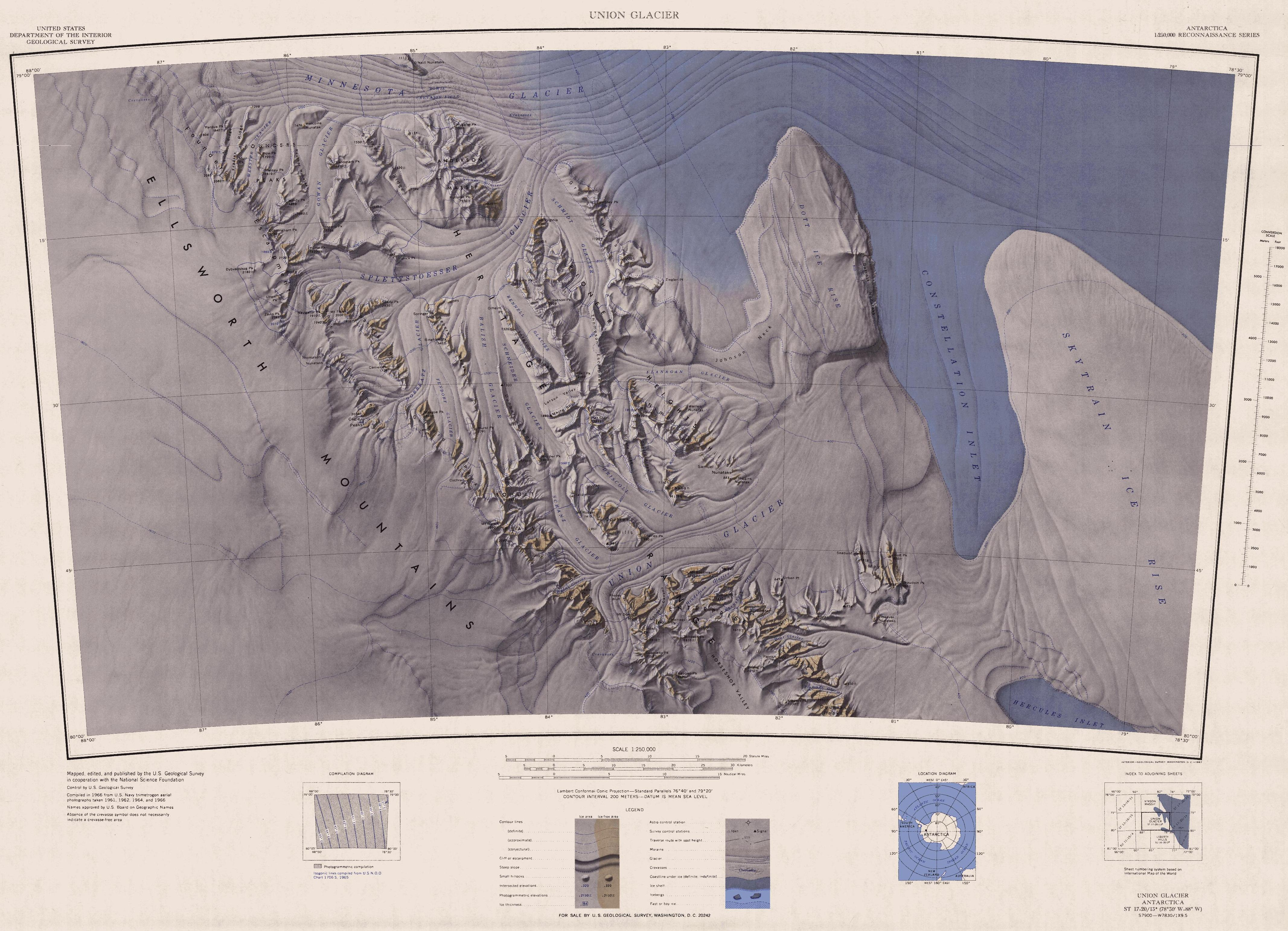
Harta Heritage Range și Ghețarului Minnesota.

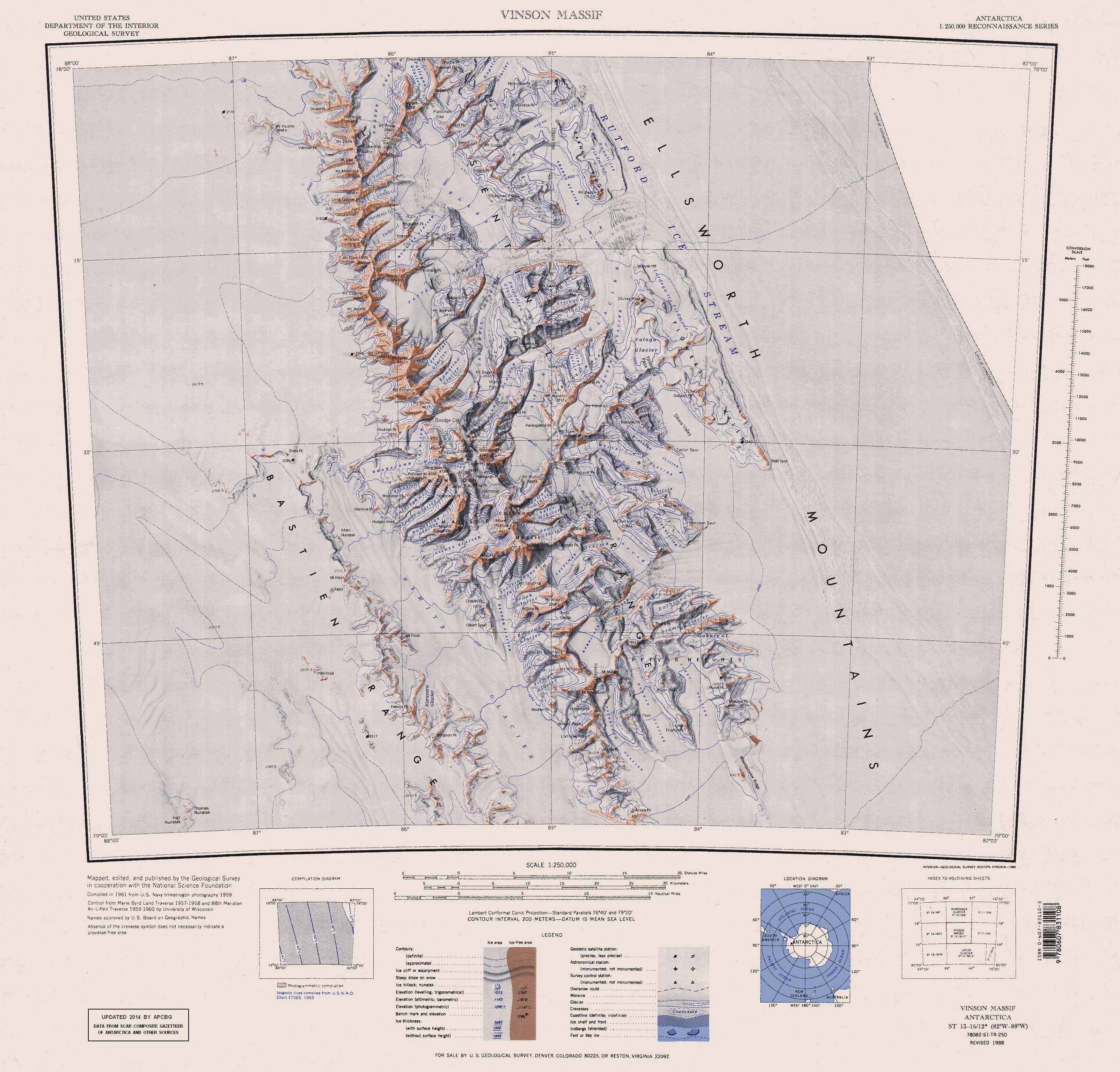
Harta Intervalului Santinelă cu ghețarul Minnesota superior și afluenții săi nordici.

Ghețarul Minnesota (79°0′S 83°0′V / 79.000°S 83.000°V) este un ghețar larg, de aproximativ 74 km lungime și lat de 9,3 kilometri (5,8 mi), care curge spre est prin Munții Ellsworth în Antarctica, separând Munții Sentinel și Lanțul Heritage. Este alimentat de gheața de pe platoul de la vest de munți și de Ghețarul Nimitz și Ghețarul Splettstoesser, și se contopește cu curgerea mai mare de gheață Rutford, la marginea estică a Munților Ellsworth.
Ghețarul a fost botezat de Comitetul consultativ pentru denumirile antarctice după Universitatea din Minnesota, care a trimis cercetători în Munții Ellsworth în anii 1961–1962, 1962–1963 și 1963–1964.

## Ghețari afluenți
- Ghețarul Splettstoesser
- Ghețarul Gowan
- Webster Glacier
- Ghețarul Nimitz
- Ghețarul Wessbecher
- Ghețarul Hudman
- Ghețarul Carey